# 패트리어트 찬드라바가 스타디움
패트리어트 찬드라바가 스타디움(인도네시아어: Stadion Patriot Candrabhaga, 영어: Patriot Candrabhaga Stadium)은 인도네시아 브카시에 있는 30,000명을 수용할 수 있는 다목적 경기장이다. 줄여서 패트리어트 스타디움이라고도 한다. 2018년 아시안 게임 남자 축구 경기장으로 사용되었다.